# Berliet VI
Der Berliet VI war ein Fahrzeug des französischen Herstellers Berliet, welches von 1923 bis 1927 gebaut und mit unterschiedlichen Karosserievarianten bekannt wurde. Aufgrund seiner steuerlichen Einordnung wurde es auch als Berliet 7 CV bezeichnet.

## Beschreibung
Das Modell des Jahres 1924 hatte einen Vierzylindermotor des Typs MBG mit 60 mm Bohrung  und 96 mm Hub, woraus sich ein Hubraum von 1086 cm³ errechnet. Die Steuer-PS waren mit 7 festgelegt, über die effektive Leistung ist nichts bekannt. Der Radstand betrug 2800 mm, die Spur 1302 mm. Die Reifengröße maß 730 × 130. Der Preis für ein Auto mit Torpedo-Karosserie lag bei 16.500 Franc.
Im Modelljahr 1925 wurde die Bohrung auf 62 mm vergrößert, der Hubraum betrug jetzt 1159 cm³. Der Motor – jetzt vom Typ MBG2 – leistete jetzt 18 PS (13 kW) bei 3000/min, steuerlich blieb das Fahrzeug weiterhin mit 7 CV eingestuft.  Die Kolben waren aus Aluminium und hatten drei Kolbenringe. Der Vergaser war von Zenith. Das Auto kostete je nach Karosserie und Ausführung zwischen 21.500 und 25.000 Franc.
Die spätestens ab 1926 erhältliche Lieferwagen-Variante war für 350 kg Zuladung ausgelegt. Das Chassis wog 610 kg. Das zulässige Gesamtgewicht einschließlich 0,35 t Zuladung lag damit bei rund 1000 kg. Das Fahrzeug war 3912 mm lang und 1486 mm breit. Das Getriebe zumindest des Lieferwagens hatte vier Gänge mit folgenden Untersetzungen: 1. Gang 21,1 : 1, 2. Gang 13,9 : 1, 3. Gang 8,9 : 1 und 4. Gang 5,9 : 1.

### Berliet VJ
Der Berliet VJ war eine Variante mit 8 mm btreiteren Bremstrommeln und-backen.

## Beurteilung
Das Fahrzeug war der einzige von Berliet gebaute kleinere Wagen der Zwischenkriegszeit, sein Nachfolger, der Berliet VIL, ist mit seinem 1,5-Liter-Motor schon der unteren Mittelklasse zuzuordnen. Mit seinem Hubraum von 1,1 bis 1,2 Litern war der Berliet VI größer und leistungsstärker als die zur gleichen Zeit gebauten Typen Renault NN und Peugeot Typ 172, aber kleiner als der Citroën Typ B10. Der Berliet VI kostete als Neuwagen während der gesamten Bauzeit mehr als der leistungsstärkere in Großserie hergestellte Citroën Typ B10, hatte allerdings aufgrund niedrigerer steuerlicher Einstufung geringere laufende Unterhaltskosten.
In welchen Stückzahlen der Berliet VI gebaut wurde, ist leider dem publizierten Schrifttum nicht zu entnehmen. Er scheint vor allem auch als Taxi verkauft worden zu sein, so z. B. nach Madrid. Es mögen daher vielleicht um die 1000 Stück gebaut worden sein. Nachfolger des Berliet VI wurde 1927 der Berliet VIG.
Eine viertürige Limousine von 1923 existiert noch.

### Originalquellen
Eine Publikation, in der alle vor 1945 gebauten Berliet-Typen individuell abgehandelt wären, gibt es nicht. Neben der unten erwähnten Literatur wurde auf folgende in der Fondation Berliet verwahrte Originalunterlagen zurückgegriffen:
- "Fiches des Mines": Es handelt sich um die Unterlagen zur Erteilung einer allgemeinen Betriebserlaubnis, hierfür ist in Frankreich der "Inspecteur des mines" sachlich zuständig. Diese Unterlagen sind chronologisch geordnet und nummeriert. Nicht zu jedem Typ bzw. Variante gibt es entsprechende Unterlagen, teils, weil sie wohl als Untervarianten eines Typs verstanden wurden, für den eine gesonderte Erlaubnis nicht erforderlich war, teils wohl, weil diese Unterlagen im Laufe der letzten 100 Jahre verlorengegangen sind. Bei Militärtypen gibt es Hinweise, dass eine Betriebserlaubnis direkt durch militärische Dienststellen erfolgte, was entsprechende "fiches des mines" überflüssig machte. Die Quellenbezeichnung lautet: "Fiches No...."

### Sonstige Quellen
- René Bellu: Automobilia. N° 92. Toutes les voitures Françaises 1973. Salon 1972. Toutes les voitures Françaises 1923. Salon 1922. Histoire & Collections, Paris 2008 (französisch).
- René Bellu: Automobilia. N° 82. Toutes les voitures Françaises 1974. Salon 1973. Toutes les voitures Françaises 1924. Salon 1923. Histoire & Collections, Paris 2006, S. 60 (französisch).
- René Bellu: Automobilia. N° 72. Toutes les voitures Françaises 1975. Salon 1974. Toutes les voitures Françaises 1925. Salon 1924. Histoire & Collections, Paris 2005, S. 61 (französisch).
- René Bellu: Automobilia. N° 88. Toutes les voitures Françaises 1976. Salon 1975. Toutes les voitures Françaises 1926. Histoire & Collections, Paris 2007 (französisch).
- René Bellu: Automobilia. N° 78. Toutes les voitures Françaises 1977. Salon 1976. Toutes les voitures Françaises 1927. Salon 1926. Histoire & Collections, Paris 2006 (französisch).